# Castroviejoa
 Castroviejoa   Galbany, L.Sáez & Benedí, 2004 è un genere di piante angiosperme dicotiledoni della famiglia delle Asteraceae (sottofamiglia Asteroideae, tribù Gnaphalieae e sottotribù Gnaphaliinae).

## Etimologia
Il nome scientifico del genere è stato definito dai botanici Mercé Galbany, Llorenç Sáez (1965-) e Carles Benedí (1958-) nella pubblicazione " Butlletí de la Institució Catalana d’Història Natural. Secció de botanica. Barcelona" ( Butl. Inst. Catalana Hist. Nat., Secc. Bot. 71: 133) del 2004.

## Descrizione

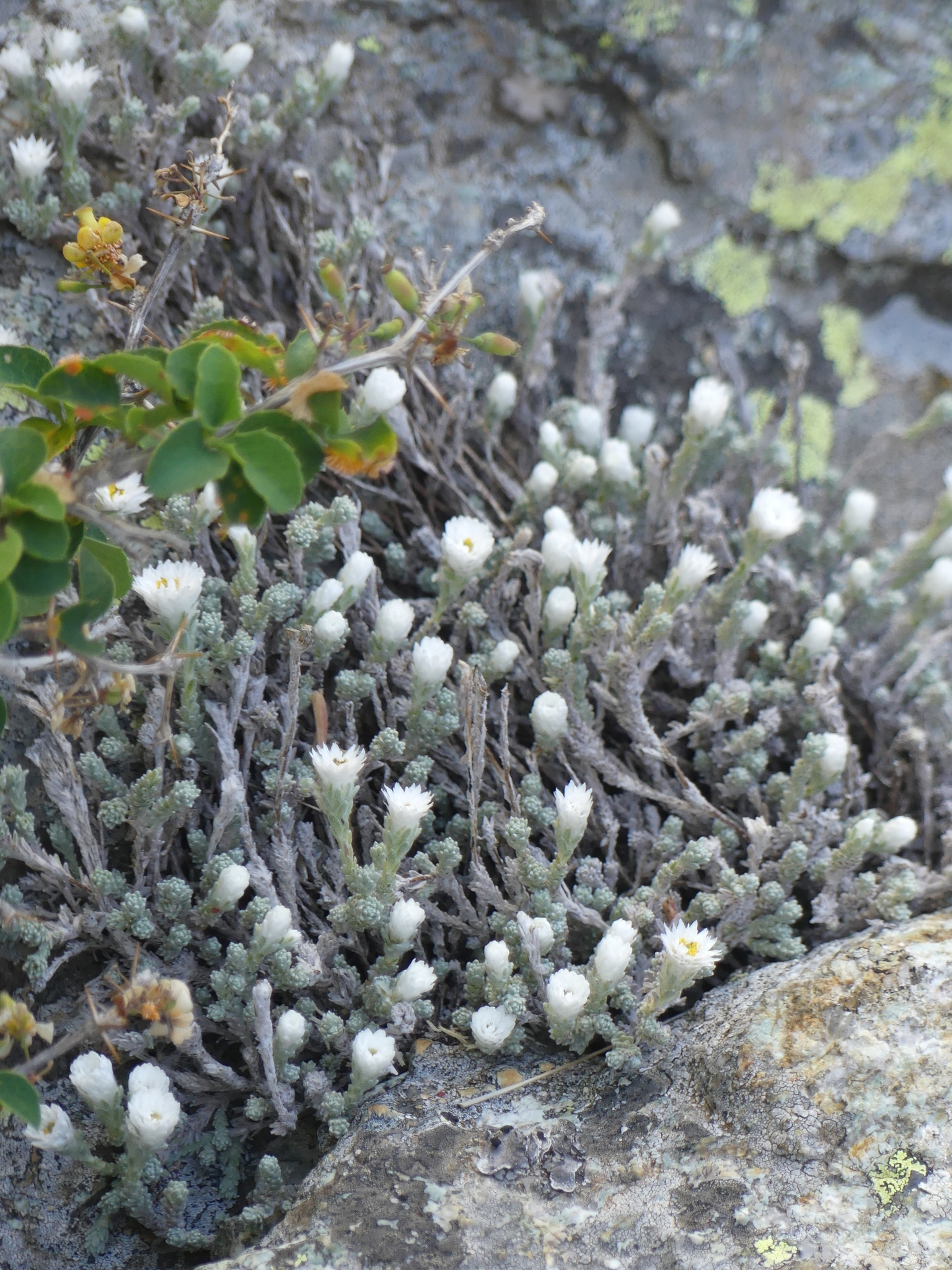
Il portamento
Castroviejoa frigida

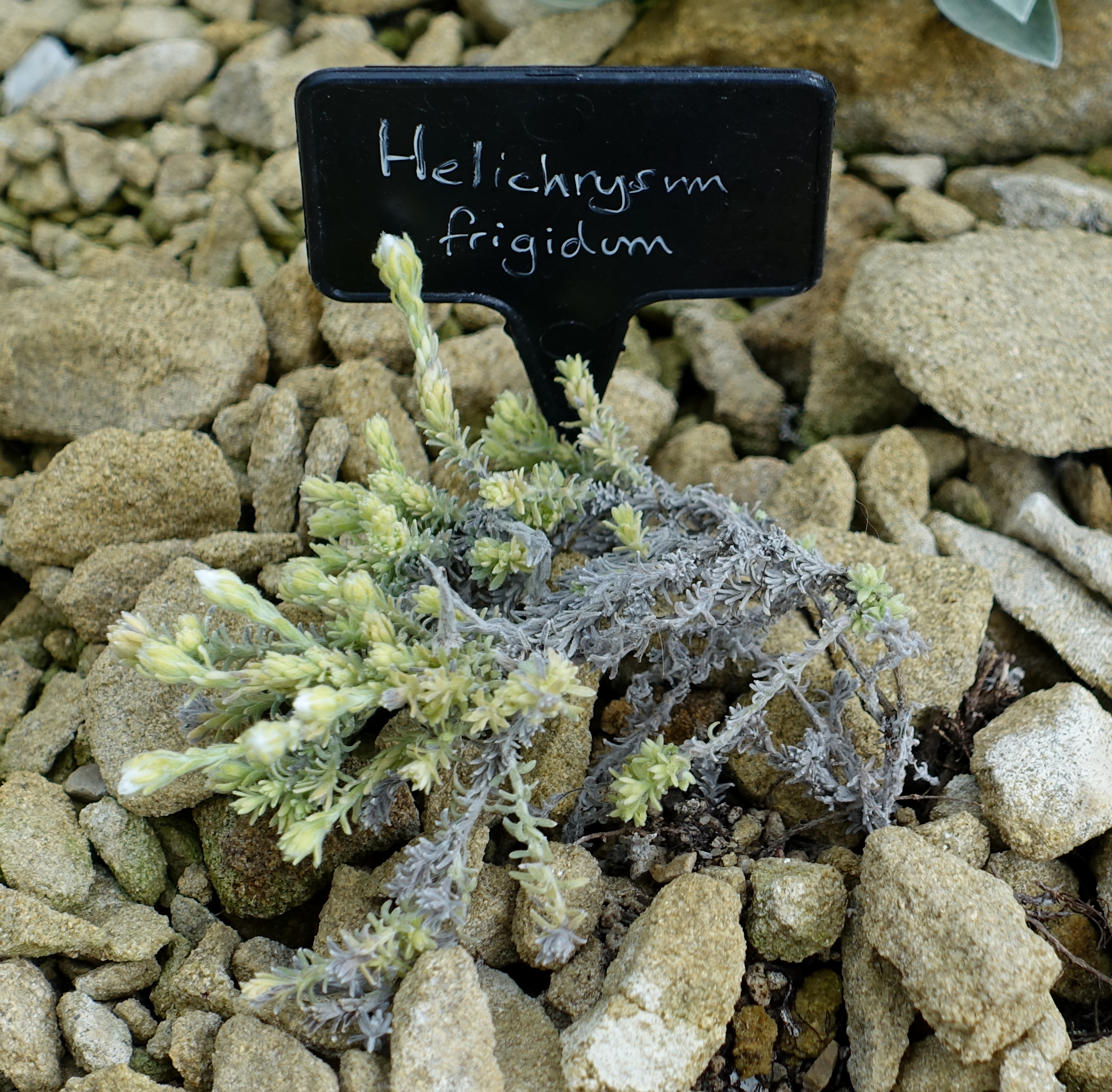
Le foglie
Castroviejoa frigida

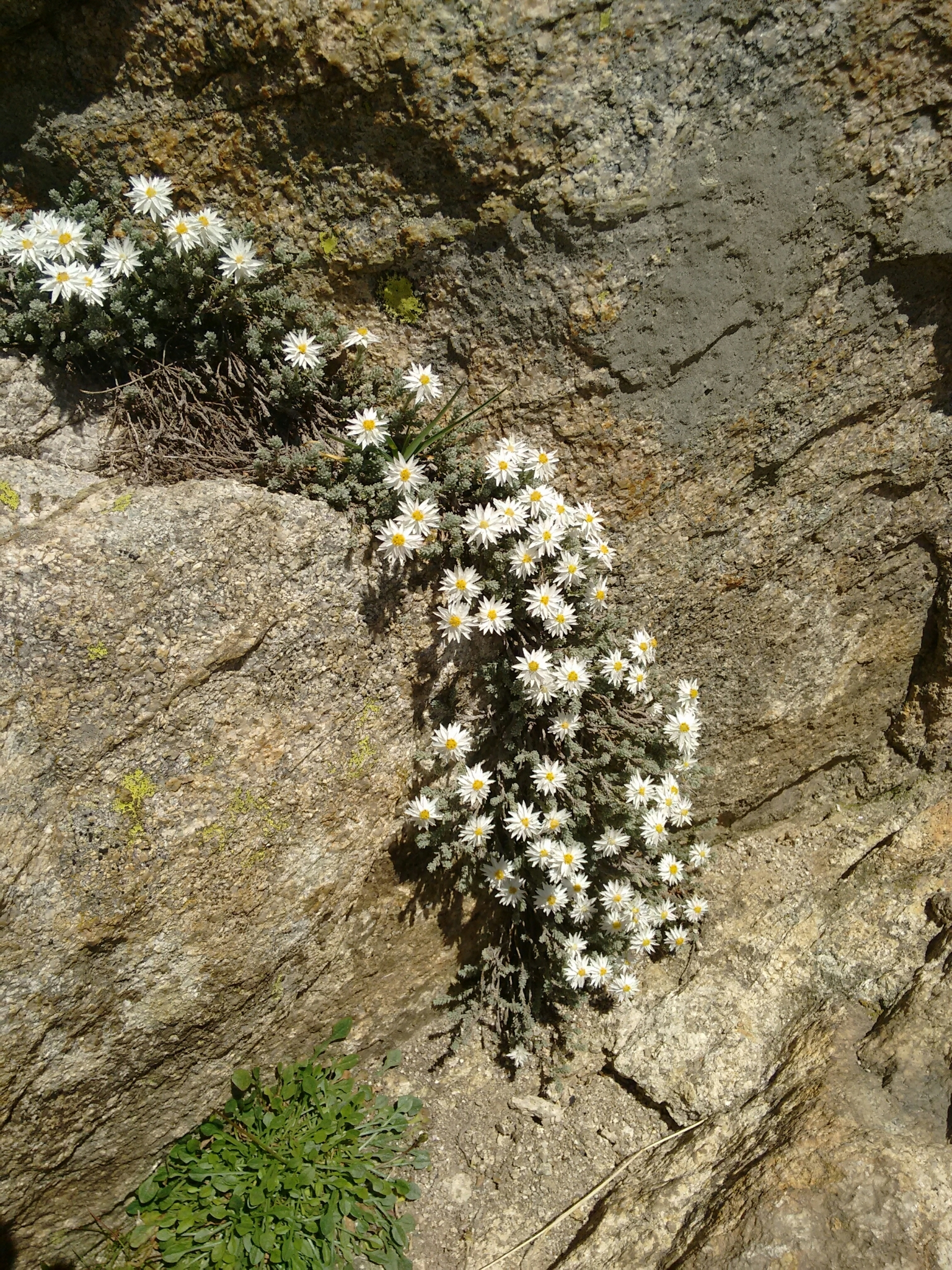
Infiorescenza
Castroviejoa frigida

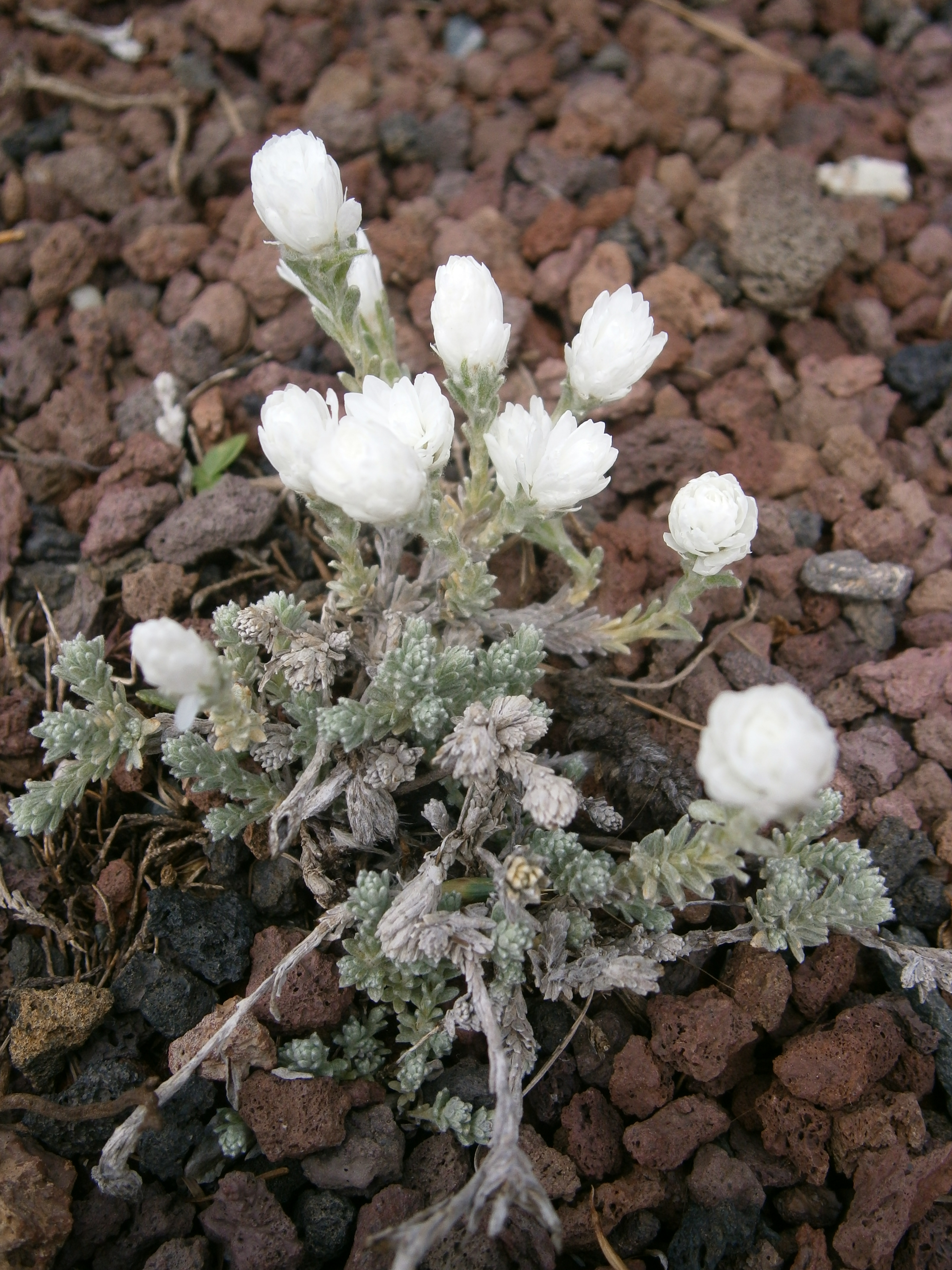
I fiori
Castroviejoa frigida

Habitus. Le specie di questo gruppo hanno un habitus di tipo erbaceo perenne con portamenti gracili ma basi legnose. I cauli di queste piante sono provvisti del floema, ma non di canali resiniferi; mentre i sesquiterpeni lattoni sono normalmente assenti (piante senza lattice).
Fusto. La parte aerea in genere è prostrata ma con rami ascendenti; inoltre è densamente cespugliosa. Altezza massima 10 cm.
Foglie. Le foglie in genere sono disposte in modo alternato, sessile e densamente embricato. La lamina è intera con forme da oblanceolate a ovali squamiformi; i margini sono continui (in alcuni casi variano da concavi a involuti). Spesso la superficie è grigio-tomentosa su entrambe le facce (raramente è glabra).
Infiorescenza. Le sinflorescenze sono scapose avvolte dalle foglie superiori. Le infiorescenze vere e proprie sono formate da un capolino terminale peduncolato di tipo discoide (con fiori omogami) o disciforme (con fiori eterogami). Possono essere presenti capolini radiati (o sub-radiati). I capolini sono formati da un involucro, con forme coniche, composto da diverse brattee, al cui interno un ricettacolo fa da base ai fiori. Le brattee, a consistenza membranosa e colorate di bianco argentino, sono disposte in modo più o meno embricato su più serie e possono essere connate alla base (strati di stereoma indiviso);  talora possono avere un margine ialino. Il ricettacolo è nudo ossia senza pagliette a protezione della base dei fiori; la forma normalmente è piatta o conica.
Fiori.  I fiori sono tetra-ciclici (formati cioè da 4 verticilli: calice – corolla – androceo – gineceo) e pentameri (calice e corolla formati da 5 elementi). Sono inoltre tubulosi, attinomorfi e si distinguono in:
- fiori del disco esterni: sono femminili e filiformi o sub-radiati;
- fiori del disco centrali: sono ermafroditi oppure talvolta sono funzionalmente maschili; le forme sono tubulari;

In questo gruppo di piante i fiori radiati (ligulati o del raggio) sono assenti; a volte sono confusi con i fiori femminili (tubulosi) del disco esterno più o meno sub-zigomorfi con un lembo piatto e possono essere interpretati come fiori del raggio.
- Formula fiorale:

*/x K {\displaystyle \infty }, [C (5), A (5)], G 2 (infero), achenio
- Calice: i sepali del calice sono ridotti ad una coroncina di squame.
- Corolla: la forma della corolla normalmente è tubolare con 5 lobi (raramente 4); i lobi hanno delle forme da lanceolate o deltate a lineari. I colori della corolla sono giallo, bianco o porpora. Sul tubo della corolla sono presenti peli multicellulari, biseriati, ghiandolari.
- Androceo: l'androceo è formato da 5 stami sorretti da filamenti generalmente liberi; gli stami sono connati e formano un manicotto circondante lo stilo; le teche (produttrici del polline) sono prive di sperone, ma hanno la coda (una sola); le appendici apicali delle antere hanno delle forme piatte; il tessuto endoteciale (rivestimento interno dell'antera) è quasi sempre polarizzato (con due superfici distinte: una verso l'esterno e una verso l'interno). Il polline è di tipo echinato (con punte sporgenti) a forma sferica è formato inoltre da due strati di ectesine, mentre lo strato basale è spesso e regolarmente perforato (tipo “gnafaloide”).[6]
- Gineceo: l'ovario è infero uniloculare formato da 2 carpelli. Lo stilo (il recettore del polline) è intero o biforcato con due stigmi nella parte apicale. Gli stigmi hanno una forma da troncata a allungata e ottusa; possono essere ricoperti da minute papille o avere degli ampi penicilli apicali o dorsali. Le superfici stigmatiche sono separate.[6]

Frutti. I frutti sono degli acheni con pappo. Gli acheni sono piccoli a forma oblunga o turbinata; la superficie può essere ricoperta di piccoli peli doppi a forma clavata oppure è glabra; il pericarpo può essere percorso longitudinalmente da alcuni fasci vascolari. Il pappo è formato da setole capillari barbate connate alla base in un anello oppure libere.

## Biologia
Impollinazione: l'impollinazione avviene tramite insetti (impollinazione entomogama tramite farfalle diurne e notturne).

Riproduzione: la fecondazione avviene fondamentalmente tramite l'impollinazione dei fiori (vedi sopra).

Dispersione: i semi (gli acheni) cadendo a terra sono successivamente dispersi soprattutto da insetti tipo formiche (disseminazione mirmecoria). In questo tipo di piante avviene anche un altro tipo di dispersione: zoocoria. Infatti gli uncini delle brattee dell'involucro (se presenti) si agganciano ai peli degli animali di passaggio disperdendo così anche su lunghe distanze i semi della pianta. Inoltre per merito del pappo il vento può trasportare i semi anche a distanza di alcuni chilometri (disseminazione anemocora).

## Distribuzione e habitat
Le specie di questo genere sono distribuite in Sardegna e Corsica.

## Tassonomia
La famiglia di appartenenza di questa voce (Asteraceae o Compositae, nomen conservandum) probabilmente originaria del Sud America, è la più numerosa del mondo vegetale, comprende oltre 23.000 specie distribuite su 1.535 generi, oppure 22.750 specie e 1.530 generi secondo altre fonti (una delle checklist più aggiornata elenca fino a 1.679 generi). La famiglia attualmente (2021) è divisa in 16 sottofamiglie; la sottofamiglia Asteroideae è una di queste e rappresenta l'evoluzione più recente di tutta la famiglia.

### Filogenesi
Il genere di questa voce è descritto nella tribù Gnaphalieae, una delle 21 tribù della sottofamiglia Asteroideae. Da un punto di vista filogenetico, la tribù Gnaphalieae fa parte del supergruppo (o sottofamiglia) "Asteroideae grade"; l'altro è il supergruppo "Non-Asteroideae" contenente il resto delle sottofamiglie delle Asteraceae. All'interno del supergruppo è vicina alle tribù Senecioneae, Calenduleae, Astereae e Anthemideae.
La sottotribù Gnaphaliinae è caratterizzata da portamenti di vario tipo con specie ginomonoiche e monoiche, da foglie con margini interi, da capolini disciformi omogami o eterogami e raramente radiati (o subradiati), dallo stilo con rami troncati e superfici stigmatiche separate apicalmente, da acheni glabri o con tricomi allungati e pappo ridotto.
Il genere della specie di questa voce appartiene al clade Flag, un gruppo informale monofiletico della sottotribù Gnaphaliinae che occupa una posizione più o meno "basale" e con il clade Australasian forma un "gruppo fratello". Il clade "FLAG" prende il nome dai suoi quattro generi più grandi: Filago, Leontopodium, Antennaria e Gamochaeta. Ricerche sul DNA delle varie specie di questo genere suggeriscono una sua possibile origine allopoliploide con un antenato vicino alla specie Gnaphalium uliginosum (il tipo di "Gnaphalium"). In questo gruppo sono presenti specie dioiche (solo fiori femminili o solo fiori maschili) e piante a portamento cusciniforme. I capolini, in formazioni corimbose o spiciformi, possono essere sottesi da foglie bratteali. Il ricettacolo in alcuni casi è squamoso.
Le specie di questo genere sono state recentemente segregate dal genere Helichrysum del gruppo Hap clade. La posizione tassonomica di questo piccolo genere per il momento è incerta; alcune ricerche lo inseriscono nel Flag clade, altre lo posizionano più vicino al genere Helichrysum e quindi al gruppo Hap clade.
Il cladogramma seguente, tratto dallo studio citato e semplificato, mostra una possibile configurazione filogenetica di questo gruppo evidenziando il genere di questa voce.
|  | \| \| (Lucilia group) \| \| \| \| \| \| Leontopodium \| \| \| \| |
|  |                                                                  |
|  | Omalotheca                                                       |
|  |                                                                  |
|  | (Lucilia group)                                                  |
|  |                                                                  |
|  | Leontopodium                                                     |
|  |                                                                  |

|  | (Lucilia group) |
|  |                 |
|  | Leontopodium    |
|  |                 |

|  | \| \| Psilocarphus \| \| \| \| \| \| Micropus \| \| \| \| |
|  |                                                           |
|  | Hesperevax                                                |
|  |                                                           |
|  | Psilocarphus                                              |
|  |                                                           |
|  | Micropus                                                  |
|  |                                                           |

|  | Psilocarphus |
|  |              |
|  | Micropus     |
|  |              |

|  | Logfia     |
|  |            |
|  | Stylocline |
|  |            |

|  | \| \| Psilocarphus \| \| \| \| \| \| Micropus \| \| \| \| |
|  |                                                           |
|  | Hesperevax                                                |
|  |                                                           |
|  | Psilocarphus                                              |
|  |                                                           |
|  | Micropus                                                  |
|  |                                                           |

|  | Psilocarphus |
|  |              |
|  | Micropus     |
|  |              |

|  | Logfia     |
|  |            |
|  | Stylocline |
|  |            |

|  | \| \| Psilocarphus \| \| \| \| \| \| Micropus \| \| \| \| |
|  |                                                           |
|  | Hesperevax                                                |
|  |                                                           |
|  | Psilocarphus                                              |
|  |                                                           |
|  | Micropus                                                  |
|  |                                                           |

|  | Psilocarphus |
|  |              |
|  | Micropus     |
|  |              |

|  | Logfia     |
|  |            |
|  | Stylocline |
|  |            |

|  | \| \| Psilocarphus \| \| \| \| \| \| Micropus \| \| \| \| |
|  |                                                           |
|  | Hesperevax                                                |
|  |                                                           |
|  | Psilocarphus                                              |
|  |                                                           |
|  | Micropus                                                  |
|  |                                                           |

|  | Psilocarphus |
|  |              |
|  | Micropus     |
|  |              |

|  | Logfia     |
|  |            |
|  | Stylocline |
|  |            |

|  | \| \| (Lucilia group) \| \| \| \| \| \| Leontopodium \| \| \| \| |
|  |                                                                  |
|  | Omalotheca                                                       |
|  |                                                                  |
|  | (Lucilia group)                                                  |
|  |                                                                  |
|  | Leontopodium                                                     |
|  |                                                                  |

|  | (Lucilia group) |
|  |                 |
|  | Leontopodium    |
|  |                 |

|  | \| \| Psilocarphus \| \| \| \| \| \| Micropus \| \| \| \| |
|  |                                                           |
|  | Hesperevax                                                |
|  |                                                           |
|  | Psilocarphus                                              |
|  |                                                           |
|  | Micropus                                                  |
|  |                                                           |

|  | Psilocarphus |
|  |              |
|  | Micropus     |
|  |              |

|  | Logfia     |
|  |            |
|  | Stylocline |
|  |            |

|  | \| \| Psilocarphus \| \| \| \| \| \| Micropus \| \| \| \| |
|  |                                                           |
|  | Hesperevax                                                |
|  |                                                           |
|  | Psilocarphus                                              |
|  |                                                           |
|  | Micropus                                                  |
|  |                                                           |

|  | Psilocarphus |
|  |              |
|  | Micropus     |
|  |              |

|  | Logfia     |
|  |            |
|  | Stylocline |
|  |            |

|  | \| \| Psilocarphus \| \| \| \| \| \| Micropus \| \| \| \| |
|  |                                                           |
|  | Hesperevax                                                |
|  |                                                           |
|  | Psilocarphus                                              |
|  |                                                           |
|  | Micropus                                                  |
|  |                                                           |

|  | Psilocarphus |
|  |              |
|  | Micropus     |
|  |              |

|  | Logfia     |
|  |            |
|  | Stylocline |
|  |            |

|  | \| \| Psilocarphus \| \| \| \| \| \| Micropus \| \| \| \| |
|  |                                                           |
|  | Hesperevax                                                |
|  |                                                           |
|  | Psilocarphus                                              |
|  |                                                           |
|  | Micropus                                                  |
|  |                                                           |

|  | Psilocarphus |
|  |              |
|  | Micropus     |
|  |              |

|  | Logfia     |
|  |            |
|  | Stylocline |
|  |            |

|  | Filago       |
|  |              |
|  | Bombycilaena |
|  |              |

|  | \| \| (Lucilia group) \| \| \| \| \| \| Leontopodium \| \| \| \| |
|  |                                                                  |
|  | Omalotheca                                                       |
|  |                                                                  |
|  | (Lucilia group)                                                  |
|  |                                                                  |
|  | Leontopodium                                                     |
|  |                                                                  |

|  | (Lucilia group) |
|  |                 |
|  | Leontopodium    |
|  |                 |

|  | \| \| Psilocarphus \| \| \| \| \| \| Micropus \| \| \| \| |
|  |                                                           |
|  | Hesperevax                                                |
|  |                                                           |
|  | Psilocarphus                                              |
|  |                                                           |
|  | Micropus                                                  |
|  |                                                           |

|  | Psilocarphus |
|  |              |
|  | Micropus     |
|  |              |

|  | Logfia     |
|  |            |
|  | Stylocline |
|  |            |

|  | \| \| Psilocarphus \| \| \| \| \| \| Micropus \| \| \| \| |
|  |                                                           |
|  | Hesperevax                                                |
|  |                                                           |
|  | Psilocarphus                                              |
|  |                                                           |
|  | Micropus                                                  |
|  |                                                           |

|  | Psilocarphus |
|  |              |
|  | Micropus     |
|  |              |

|  | Logfia     |
|  |            |
|  | Stylocline |
|  |            |

|  | \| \| Psilocarphus \| \| \| \| \| \| Micropus \| \| \| \| |
|  |                                                           |
|  | Hesperevax                                                |
|  |                                                           |
|  | Psilocarphus                                              |
|  |                                                           |
|  | Micropus                                                  |
|  |                                                           |

|  | Psilocarphus |
|  |              |
|  | Micropus     |
|  |              |

|  | Logfia     |
|  |            |
|  | Stylocline |
|  |            |

|  | \| \| Psilocarphus \| \| \| \| \| \| Micropus \| \| \| \| |
|  |                                                           |
|  | Hesperevax                                                |
|  |                                                           |
|  | Psilocarphus                                              |
|  |                                                           |
|  | Micropus                                                  |
|  |                                                           |

|  | Psilocarphus |
|  |              |
|  | Micropus     |
|  |              |

|  | Logfia     |
|  |            |
|  | Stylocline |
|  |            |

|  | \| \| (Lucilia group) \| \| \| \| \| \| Leontopodium \| \| \| \| |
|  |                                                                  |
|  | Omalotheca                                                       |
|  |                                                                  |
|  | (Lucilia group)                                                  |
|  |                                                                  |
|  | Leontopodium                                                     |
|  |                                                                  |

|  | (Lucilia group) |
|  |                 |
|  | Leontopodium    |
|  |                 |

|  | \| \| Psilocarphus \| \| \| \| \| \| Micropus \| \| \| \| |
|  |                                                           |
|  | Hesperevax                                                |
|  |                                                           |
|  | Psilocarphus                                              |
|  |                                                           |
|  | Micropus                                                  |
|  |                                                           |

|  | Psilocarphus |
|  |              |
|  | Micropus     |
|  |              |

|  | Logfia     |
|  |            |
|  | Stylocline |
|  |            |

|  | \| \| Psilocarphus \| \| \| \| \| \| Micropus \| \| \| \| |
|  |                                                           |
|  | Hesperevax                                                |
|  |                                                           |
|  | Psilocarphus                                              |
|  |                                                           |
|  | Micropus                                                  |
|  |                                                           |

|  | Psilocarphus |
|  |              |
|  | Micropus     |
|  |              |

|  | Logfia     |
|  |            |
|  | Stylocline |
|  |            |

|  | \| \| Psilocarphus \| \| \| \| \| \| Micropus \| \| \| \| |
|  |                                                           |
|  | Hesperevax                                                |
|  |                                                           |
|  | Psilocarphus                                              |
|  |                                                           |
|  | Micropus                                                  |
|  |                                                           |

|  | Psilocarphus |
|  |              |
|  | Micropus     |
|  |              |

|  | Logfia     |
|  |            |
|  | Stylocline |
|  |            |

|  | \| \| Psilocarphus \| \| \| \| \| \| Micropus \| \| \| \| |
|  |                                                           |
|  | Hesperevax                                                |
|  |                                                           |
|  | Psilocarphus                                              |
|  |                                                           |
|  | Micropus                                                  |
|  |                                                           |

|  | Psilocarphus |
|  |              |
|  | Micropus     |
|  |              |

|  | Logfia     |
|  |            |
|  | Stylocline |
|  |            |

|  | Filago       |
|  |              |
|  | Bombycilaena |
|  |              |

I caratteri distintivi del genere  Castroviejoa sono:
- sul tubo della corolla sono presenti peli multicellulari, biseriati, ghiandolari;
- lo stereoma è indiviso;
- lungo i rami dello stilo si estendono anche dorsalmente ampi peli apicali.

Il numero cromosomico delle specie di questo genere è: 2n = 28.

### Elenco delle specie
Questo genere ha 2 specie:
- Castroviejoa frigida (Labill.) Galbany, L.Sáez & Benedí
- Castroviejoa montelinasana  (Em.Schmid) Galbany, L.Sáez & Benedí

### Specie della flora spontanea italiana
Entrambe le specie di questo genere sono presenti nella flora spontanea italiana:
- Castroviejoa frigida (Labill.) Galbany, L.Sáez & Benedí - Perpetuini del Limbara: l'altezza massima della pianta è di 3 – 8 cm; il ciclo biologico è annuo; la forma biologica è camefita suffruticosa (Ch suffr); il tipo corologico è Endemico Sardo-Corso; l'habitat tipico sono le rupi; in Italia è una specie rara e si trova in Sardegna (da confermare).
- Castroviejoa montelinasana  (Em.Schmid) Galbany, L.Sáez & Benedí - Perpetuini del Monte Linas: l'altezza massima della pianta è di 5 – 10 cm; il ciclo biologico è annuo; la forma biologica è camefita suffruticosa (Ch suffr); il tipo corologico è Endemico; l'habitat tipico sono le rupi granitiche; in Italia è una specie molto rara e si trova in Sardegna fino ad una quota compresa tra 600 - 1.000 m s.l.m..